# 趙恩貞
趙恩貞（韓語：조은정），韓國電視劇編劇。

## 作品

### 電視劇
- 2008年：MBC《愛的謊言》
- 2010年：MBC《黃金魚》
- 2012年：MBC《神的晚餐》
- 2014年：MBC《Hotel King》
- 2016年：MBC《家和萬事成》

## 外部連結
- 趙恩貞 （页面存档备份，存于） - MEGA MONSTER 
- NAVER搜索 （页面存档备份，存于）